# Svjetsko prvenstvo u motociklizmu 1997. – 125cc
Svjetsko prvenstvo u motociklizmu u klasi 125cc za 1997. godinu je put osvojio talijanski vozač Valentino Rossi na motociklu Aprilia RS 125 R u momčadi Nastro Azzuro Aprilia. 

## Raspored utrka i osvajači postolja
1997. godine je bilo na rasporedu 15 trkačih vikenda Svjetskog prvenstva i na svima su vožene utrke u klasi 125cc.
| rb | datum              | staza                       | utrka              | službeni naziv utrke                                    | pole poz.       | motocikl | naj.krug        | motocikl | pobjednik       | motocikl | drugoplasirani  | motocikl | trećeplasirani   | motocikl | izvj.                                       |
| -- | ------------------ | --------------------------- | ------------------ | ------------------------------------------------------- | --------------- | -------- | --------------- | -------- | --------------- | -------- | --------------- | -------- | ---------------- | -------- | ------------------------------------------- |
| 1  | 13. travnja 1997.  | Shah Alam                   | VN Malezije        | Marlboro Malaysian Grand Prix '97                       | Valentino Rossi | Aprilia  | Valentino Rossi | Aprilia  | Valentino Rossi | Aprilia  | Kazuto Sakata   | Aprilia  | Noboru Ueda      | Honda    | [ 1 ] [ 2 ] [ 3 ] [ 4 ] [ 5 ] [ 6 ]         |
| 2  | 20. travnja 1997.  | Suzuka                      | VN Japana          | Marlboro Grand Prix of Japan                            | Noboru Ueda     | Honda    | Masaki Tokudome | Aprilia  | Noboru Ueda     | Honda    | Kazuto Sakata   | Aprilia  | Hideyuki Nakajō  | Honda    | [ 1 ] [ 2 ] [ 3 ] [ 4 ] [ 5 ] [ 7 ] [ 8 ]   |
| 3  | 4. svibnja 1997.   | Jerez                       | VN Španjolske      | Gran Premio Lucky Strike de España                      | Jorge Martínez  | Aprilia  | Valentino Rossi | Aprilia  | Valentino Rossi | Aprilia  | Noboru Ueda     | Honda    | Jorge Martínez   | Aprilia  | [ 1 ] [ 2 ] [ 3 ] [ 4 ] [ 5 ] [ 9 ]         |
| 4  | 18. svibnja 1997.  | Mugello                     | VN Italije         | Gran Premio d'Italia Polini                             | Jorge Martínez  | Aprilia  | Noboru Ueda     | Honda    | Valentino Rossi | Aprilia  | Jorge Martínez  | Aprilia  | Garry McCoy      | Aprilia  | [ 1 ] [ 2 ] [ 3 ] [ 4 ] [ 5 ] [ 10 ] [ 11 ] |
| 5  | 1. lipnja 1997.    | A-1 Ring                    | VN Austrije        | Motorrad Grand Prix von Österreich                      | Noboru Ueda     | Honda    | Valentino Rossi | Aprilia  | Noboru Ueda     | Honda    | Valentino Rossi | Aprilia  | Tomomi Manako    | Honda    | [ 1 ] [ 2 ] [ 3 ] [ 4 ] [ 5 ] [ 12 ] [ 13 ] |
| 6  | 8. lipnja 1997.    | Paul Ricard (Le Castellet)  | VN Francuske       | Grand Prix de France Moto 97                            | Garry McCoy     | Aprilia  | Tomomi Manako   | Honda    | Valentino Rossi | Aprilia  | Tomomi Manako   | Honda    | Garry McCoy      | Aprilia  | [ 1 ] [ 2 ] [ 3 ] [ 4 ] [ 5 ] [ 14 ]        |
| 7  | 28. lipnja 1997.   | Assen                       | VN Nizozemske      | Lucky Strike Dutch Grand Prix - 67e Dutch TT Assen 1997 | Valentino Rossi | Aprilia  | Tomomi Manako   | Honda    | Valentino Rossi | Aprilia  | Tomomi Manako   | Honda    | Kazuto Sakata    | Aprilia  | [ 1 ] [ 2 ] [ 3 ] [ 4 ] [ 5 ] [ 15 ]        |
| 8  | 6. srpnja 1997.    | Imola (Enzo e Dino Ferrari) | VN Grada Imole     | Gran Premio città di Imola                              | Valentino Rossi | Aprilia  | Valentino Rossi | Aprilia  | Valentino Rossi | Aprilia  | Tomomi Manako   | Honda    | Kazuto Sakata    | Aprilia  | [ 1 ] [ 2 ] [ 3 ] [ 4 ] [ 5 ] [ 16 ]        |
| 9  | 20. srpnja 1997.   | Nürburgring                 | VN Njemačke        | ADAC Motorrad Grand Prix Deutschland                    | Valentino Rossi | Aprilia  | Yoshiaki Katō   | Yamaha   | Valentino Rossi | Aprilia  | Yoshiaki Katō   | Yamaha   | Manfred Geissler | Aprilia  | [ 1 ] [ 2 ] [ 3 ] [ 4 ] [ 5 ] [ 17 ]        |
| 10 | 3. kolovoza 1997.  | Jacarepaguá (Nelson Piquet) | VN Rio de Janeira  | Lucky Strike Rio Grand Prix                             | Noboru Ueda     | Honda    | Valentino Rossi | Aprilia  | Valentino Rossi | Aprilia  | Noboru Ueda     | Honda    | Yōichi Ui        | Yamaha   | [ 1 ] [ 2 ] [ 3 ] [ 4 ] [ 5 ] [ 18 ]        |
| 11 | 17. kolovoza 1997. | Donnington Park             | VN Britanije       | Sun British Grand Prix                                  | Yōichi Ui       | Yamaha   | Noboru Ueda     | Honda    | Valentino Rossi | Aprilia  | Masaki Tokudome | Aprilia  | Noboru Ueda      | Honda    | [ 1 ] [ 2 ] [ 3 ] [ 4 ] [ 5 ] [ 19 ]        |
| 12 | 31. kolovoza 1997. | Brno                        | VN Češke Republike | Grand Prix České Republiky                              | Yōichi Ui       | Yamaha   | Noboru Ueda     | Honda    | Noboru Ueda     | Honda    | Tomomi Manako   | Honda    | Valentino Rossi  | Aprilia  | [ 1 ] [ 2 ] [ 3 ] [ 4 ] [ 5 ] [ 20 ] [ 21 ] |
| 13 | 14. rujna 1997.    | Catalunya (Barcelona)       | VN Katalonije      | Gran Premi Marlboro de Catalunya                        | Kazuto Sakata   | Aprilia  | Kazuto Sakata   | Aprilia  | Valentino Rossi | Aprilia  | Kazuto Sakata   | Aprilia  | Noboru Ueda      | Honda    | [ 1 ] [ 2 ] [ 3 ] [ 4 ] [ 5 ] [ 22 ]        |
| 14 | 28. rujna 1997.    | Sentul                      | VN Indonezije      | Marlboro Indonesian Grand Prix '97                      | Jorge Martínez  | Aprilia  | Valentino Rossi | Aprilia  | Valentino Rossi | Aprilia  | Kazuto Sakata   | Aprilia  | Jorge Martínez   | Aprilia  | [ 1 ] [ 2 ] [ 3 ] [ 4 ] [ 5 ] [ 23 ] [ 24 ] |
| 15 | 5. listopada 1997. | Phillip Island              | VN Australije      | 1997 Australian Motorcycle Grand Prix                   | Kazuto Sakata   | Aprilia  | Kazuto Sakata   | Aprilia  | Noboru Ueda     | Honda    | Kazuto Sakata   | Aprilia  | Tomomi Manako    | Honda    | [ 1 ] [ 2 ] [ 3 ] [ 4 ] [ 5 ] [ 25 ] [ 26 ] |

VN Nizozemske - također navedena kao Dutch TT 

VN Grada Imole - također navedena kao VN Imole 

VN Rio de Janeira - također navedena kao VN Rija, odnosno VN Brazila 

VN Britanije - također navedena kao VN Velike Britanije 

## Poredak za vozače
Sustav bodovanja
Bodove osvaja prvih 15 vozača u utrci. 
| pozicija u utrci | 1. | 2. | 3. | 4. | 5. | 6. | 7. | 8. | 9. | 10. | 11. | 12. | 13. | 14. | 15. |
| bodovi           | 25 | 20 | 16 | 13 | 11 | 10 | 9  | 8  | 7  | 6   | 5   | 4   | 3   | 2   | 1   |

| mj. | vozač                 | konstruktor   | bm | momčad (tim)                | motocikl                        | bodova |
| --- | --------------------- | ------------- | -- | --------------------------- | ------------------------------- | ------ |
| 1.  | Valentino Rossi       | Aprilia       | 46 | Nastro Azzuro Aprilia       | Aprilia RS 125 R                | 321    |
| 2.  | Noboru Ueda           | Honda         | 7  | Team Pileri                 | Honda RS 125 R                  | 238    |
| 3.  | Tomomi Manako         | Honda         | 3  | Team UGT - 3000             | Honda RS 125 R                  | 190    |
| 4.  | Kazuto Sakata         | Aprilia       | 8  | Team UGT - 3000             | Aprilia RS 125 R                | 179    |
| 5.  | Masaki Tokudome       | Aprilia       | 2  | Docshop Racing              | Aprilia RS 125 R                | 120    |
| 6.  | Jorge Martínez        | Aprilia       | 5  | Team Airtel-Aspar           | Aprilia RS 125 R                | 119    |
| 7.  | Garry McCoy           | Aprilia       | 72 | Scuderia Alfa Bieffe        | Aprilia RS 125 R                | 109    |
| 8.  | Roberto Locatelli     | Honda         | 15 | Team AXO Inoxmacel          | Honda RS 125 R                  | 97     |
| 9.  | Mirko Giansanti       | Honda         | 32 | Matteoni Racing             | Honda RS 125 R                  | 83     |
| 10. | Frédéric Petit        | Honda         | 19 | Team RMS                    | Honda RS 125 R                  | 83     |
| 11. | Gianluigi Scalvini    | Honda         | 21 | Team AXO Inoxmacel          | Honda RS 125 R                  | 81     |
| 12. | Yōichi Ui             | Yamaha        | 41 | Team Yamaha Kurz            | Yamaha TZ 125                   | 77     |
| 13. | Yoshiaki Katō         | Yamaha        | 62 | Team Semprucci Biesse       | Yamaha TZ 125                   | 74     |
| 14. | Lucio Cecchinello     | Honda         | 10 | Spidi Honda LCR             | Honda RS 125 R                  | 73     |
| 15. | Masao Azuma           | Honda         | 20 | L.B. Racing                 | Honda RS 125 R                  | 66     |
| 16. | Manfred Geissler      | Honda Aprilia | 33 | Team UGT - 3000             | Honda RS 125 R Aprilia RS 125 R | 31     |
| 17. | Juan Enrique Maturana | Yamaha        | 17 | Team Yamaha Kurz            | Yamaha TZ 125                   | 22     |
| 18. | Ivan Goi              | Aprilia       | 26 | Scuderia Alfa Bieffe        | Aprilia RS 125 R                | 21     |
| 19. | Steve Jenkner         | Aprilia       | 22 | Team Aprilia - ADAC Sachsen | Aprilia RS 125 R                | 20     |
| 20. | Gino Borsoi           | Yamaha        | 24 | Team Semprucci Biesse       | Yamaha TZ 125                   | 19     |
| 21. | Jaroslav Huleš        | Honda         | 39 | L.B. Racing                 | Honda RS 125 R                  | 17     |
| 22. | Hideyuki Nakajō       | Honda         | 31 | Jha Racing                  | Honda RS 125 R                  | 16     |
| 23. | Peter Öttl            | Aprilia       | 88 | Team UGT - 3000             | Aprilia RS 125 R                | 11     |
| 24. | Kazuhiro Takao        | Honda         | 34 | Team Harc-Pro               | Honda RS 125 R                  | 8      |
| 25. | Dirk Raudies          | Honda         | 12 | Finsco Racing               | Honda RS 125 R                  | 8      |
| 26. | Ángel Nieto Jr        | Aprilia       | 29 | Team Airtel-Aspar           | Aprilia RS 125 R                | 8      |
| 27. | Josep Sardá           | Honda         | 25 | Finsco Racing               | Honda RS 125 R                  | 3      |
| 28. | Alex Hofmann          | Yamaha        | 87 | Castor Kapital Racing       | Yamaha TZ 125                   | 2      |
| 28. | Darren Barton         | Honda         | 30 | RDC Motorsport              | Honda RS 125 R                  | 2      |
| 30. |                       | Honda         | 77 | Team UGT - 3000             | Honda RS 125 R                  | 1      |
| 30. | Álvaro Molina         | Honda         | 52 | Centro Comercial Neptuno    | Honda RS 125 R                  | 1      |

 u ljestvici vozači koji su osvojili bodove u prvenstvu 

## Poredak za konstruktore
Sustav bodovanja
Bodove za proizvođača osvaja najbolje plasirani motocikl proizvođača među prvih 15 u utrci. 
| pozicija u utrci | 1. | 2. | 3. | 4. | 5. | 6. | 7. | 8. | 9. | 10. | 11. | 12. | 13. | 14. | 15. |
| bodovi           | 25 | 20 | 16 | 13 | 11 | 10 | 9  | 8  | 7  | 6   | 5   | 4   | 3   | 2   | 1   |

Aprilia prvak u poretku konstruktora. 
| mj. | konstruktor | bod |
| --- | ----------- | --- |
| 1.  | Aprilia     | 351 |
| 2.  | Honda       | 287 |
| 3.  | Yamaha      | 139 |

 u ljestvici konstruktori koji su osvojili bodove u prvenstvu 

## Vanjske poveznice
- (engl.) motogp.com
- (engl.) dorna.com, wayback arhiva iz 1997.
- (fr.) racingmemo.free.fr, LES CHAMPIONNATS DU MONDE DE VITESSE MOTO
- (engl.) motorsportstats.com, MotoGP
- (fr.) pilotegpmoto.com
- (nizoz.) jumpingjack.nl, Alle Grand-Prix uitslagen en bijzonderheden, van 1973 (het jaar dat Jack begon met racen) tot heden.
- (engl.) motorsport-archive.com, World 125ccm Championship :: Overview wayback arhiva
- (engl.) motorsporttop20.com, Motorcycle Championships
- (engl.) the-sports.org, Moto - 125cc (Moto3) - Prize list
- (engl.) progcovers.com, Motor Racing Programme Covers / FIM Grand Prix World Championship Programmes / 500cc Class / MotoGP
- (engl.) en.wikipedia.org, 1997 Grand Prix motorcycle racing season
- (šp.) es.wikipedia.org, Temporada 1997 del Campeonato del Mundo de Motociclismo
- (tal.) it.wikipedia.org, Risultati del motomondiale 1997